# ناين لايفز
«ناين لايفز» (بالإنجليزية: Nine Lives)‏، هي أغنية لفرقة الهارد روك البريطانية ديف ليبارد من ألبومها من عام 2008، سونغز فروم ذا سباركل لاونج كأغنية ثنائية مع مغني الريف الأمريكي تيم ماكغرو. كانت هي الأغنية المنفردة الأولى من الألبوم، والتي أُصدرت في 27 أبريل 2008 بعد يومين من إصدار الألبوم.

## أغنية مصورة
صُوِّرت الأغنية المصورة بحضور تيم ماكغرو في وقت قرابة أبريل 2008 وكانت من إخراج شيرمان هالسي.

## قائمة الأغاني

### سي دي
1. «ناين لايفز» (بحضور تيم ماكغرو)